# Parafia Ewangelicko-Augsburska w Mikołowie
Parafia Ewangelicko-Augsburska w Mikołowie – parafia Kościoła Ewangelicko-Augsburskiego w RP, w diecezji katowickiej.

## Historia
Pierwsza parafia luterańska w Mikołowie powstała w 1580 roku. Po 12 latach pszczyński baron Abraham Promnic „Pszczyński Porządek Kościelny” (1592). W kościołach św. Wojciecha i św. Mikołaja nauczano w duchu luterańskim i odprawiano nabożeństwa zgodnie z porządkiem ks. dr. Marcina Lutra.
W 1628 roku edykt restytucyjny obejmujący Śląsk austriacki wprowadził kontrreformację, a miejscowy proboszcz, ks. Marcin Fröhlich musiał przenieść się do Warszowic. Przez dwa lata kościół św. Wojciecha był zamknięty, natomiast do 1654 roku ewangelicy uczęszczali jeszcze do kościoła św. Mikołaja, przy którym istniał cmentarz. W tymże roku Restytucyjna Komisja Cesarska odebrała klucze od kościołów i przekazała je proboszczom katolickim. Jeszcze do 1660 roku ewangelicy uczęszczali na nabożeństwa do kaplicy zamkowej Promniców w Pszczynie, a później na tajne nabożeństwa do lasów w Gostyni, w Wyrach, oraz na Równicę w Ustroniu. Pomoc w utrzymaniu przy wierze stanowiły wówczas Biblia, postylla i kancjonał, a także wędrowni kaznodzieje.
W 1707 roku po 79 latach prześladowań, na mocy Ugody Altransztackiej zezwolono ewangelikom na Śląsku na zbudowanie 6 kościołów „z łaski”. Najbliższym z nich był oddalony o 60 km od Mikołowa to kościół Jezusowy w Cieszynie na Wyższej Bramie. W 1742 roku nastąpił podział Śląska. Z wyjątkiem księstw cieszyńskiego, opawskiego i karniowskiego, Śląsk przeszedł pod panowanie pruskie. Wówczas na pruskim Śląsku mogły powstać nowe kościoły ewangelickie: Pszczyna (1746), Golasowice (1767), Hołdunów (Anhalt) (1770), Rybnik (1796).
Dopiero w 1818 roku za zezwoleniem księcia pszczyńskiego Henryka proboszczowie z Pszczyny mogli od 4 do 8 razy w roku odprawiać nabożeństwa ewangelickie (w językach polskim i niemieckim) w Mikołowie. Wynajęto w tym celu salę u aptekarza Karola Breitkopfa (katolika) przy Rynku nr 16. W roku 1841 aptekę tę nabył ewangelik z Kołobrzegu, Robert Jungfer.
W dniu 8 października 1854 roku założono w Mikołowie po raz drugi samodzielną parafię ewangelicką. Pierwszym proboszczem został ks. August Zernecke pochodzącego z Kargowy w Poznańskiem. W 1855 roku na wzgórzu nieopodal miejsca, gdzie kiedyś stał kościół św. Mikołaja, zakupiono plac pod budowę nowego kościoła ewangelickiego, plebanii i cmentarza. Fundusze na budowę uzyskano m.in. od Śląskiego Stowarzyszenia Gustawa Adolfa oraz księcia pszczyńskiego, Jana Henryka XI. Budowa trwała w latach od 1860 roku, i już 29 października 1861 roku generalny superintendent (biskup) ks. dr Hahn z Wrocławia dokonał uroczystego poświęcenia kościoła nadając mu imię świętego Jana. W tym samym roku nabyto pole za kościołem, które poświęcono na cmentarz.
W 1853 roku otwarto pierwszą szkołę ewangelicką, w 1871 roku przystąpiono do budowy plebanii, w 1900 roku poświęcono okazałą kaplicę cmentarną. W następnych latach: odnowiono i pomalowano kościół (1908), powiększono cmentarz (1909), zakupiono dom parafialny (1918) (obecnie plac ks. Jana Karpeckiego 2). W 1932 roku proboszczem został wybrany ks. Gustaw Adolf Leder – jeden z najwybitniejszych mikołowskich duchownych.
II wojna światowa wyrządziła ogromne straty w parafii. Kościół został zdewastowany, wybite okazałe witraże, wielu zborowników zginęło na wojnie, zaginęło, wyemigrowało lub zostało wysiedlonych z Polski. W lipcu 1945 roku przybył do parafii ks. Jan Karpecki z Zaolzia. Pierwszą jego czynnością było uratowanie przed deportacją do Niemiec około 400 parafian. Pierwsze po wojnie nabożeństwo zostało odprawione 15 lipca 1945 roku w zniszczonym jeszcze kościele. Kościół został odremontowany i na nowo poświęcony 29 września 1946 roku. Odzyskano też probostwo (zabrane przez Wojskową Komendę Rejonową). W 1952 roku ks. Jan Karpecki został wybrany proboszczem.
W 1962 roku odnowiono i pomalowano kościół. W 1978 roku, po przejściu ks. Karpeckiego na emeryturę, nowym proboszczem został wybrany ks. Jan Gross. W latach 80. dokonano wiele inwestycji i remontów: pokryto blachą miedzianą wieżę kościelną, otynkowano kościół i wprawiono jednolite szyby w kościele i w kaplicy cmentarnej, zaprowadzono centralne ogrzewanie kościoła z zasilaniem miejskim. Kilkakrotnie remontowano organy zabytkowego kościoła. Dokonano kapitalnego remontu domu parafialnego.
W 1983 roku Konsystorz erygował w Tychach stację kaznodziejską, a później filiał w Tychach, gdzie na Osiedlu „B” w przywiezionym z Dzięgielowa baraku urządzono kaplicę. W 1987 roku poświęcono kamień węgielny pod nowy kościół w Tychach. Poświęcenie kościoła ap. Piotra i Pawła odbyło się 25 września 1995 roku. W 1996 roku została przez Konsystorz ustanowiona samodzielna parafia w Tychach (tym samym wyłączona z parafii w Mikołowie).
W 2000 parafia liczyła 590 wiernych.
W 2001 roku kościół św. Jana otrzymał nową elewację zewnętrzną, naprawiono wieżyczki i wszelkie ubytki. W 2004 roku w miejsce odchodzącego na emeryturę ks. Jan Grossa, nowym proboszczem został wybrany ks. Kornel Undas.

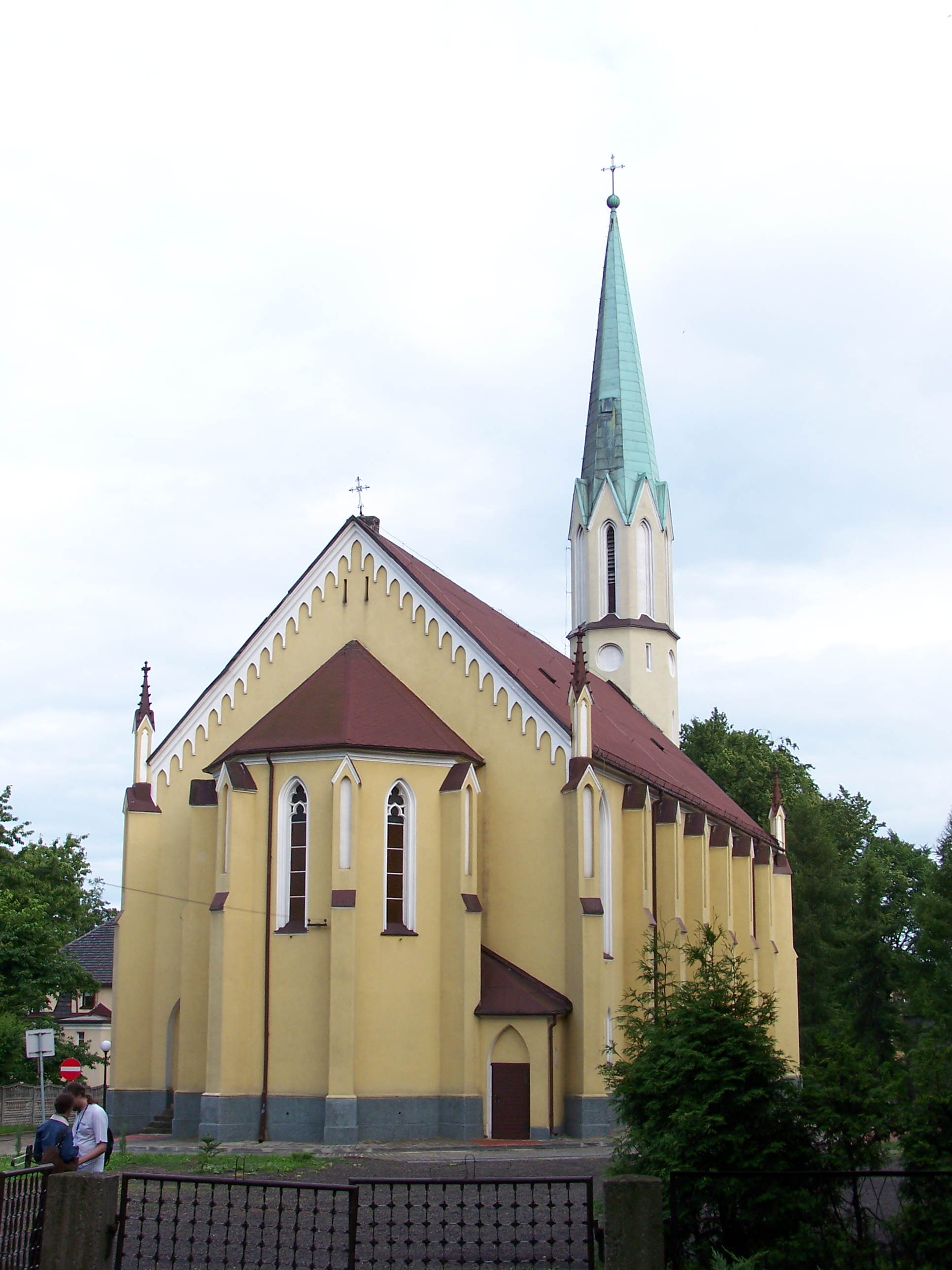
Kościół św. Jana

## Kościół
Kościół zbudowano w latach 1860–1861 w stylu neogotyckim. Budowniczym organów był Carl Volkmann z Gliwic (16 głosów, 2 manuały, pedał), w neogotyckim ołtarzu znajduje się obraz Pana Jezusa oparty na motywie z Ew. św. Jana 18,4: „Kogo szukacie?”, namalowany przez berlińskiego malarza Radtkego. W stylu neogotyckim również są chrzcielnica i ambona. Na ambonie obok płaskorzeźb Marcina Lutra i Filipa Melanchtona są także postacie: Ulricha Zwingliego, Jana Kalwina i Mikołaja Zinzendorfa z Herrnhut. Prawdopodobnie dziełem prof. Augusta Karola Kissa, byłego parafianina, odlewnika i rzeźbiarza, jest odlew głowy Chrystusa Pana nad głównym wejściem do kościoła.

## Działalność parafii
- nabożeństwa odprawiane są w każdą niedzielę i w każde święto o godzinie 9:00, zazwyczaj ze Spowiedzią i Sakramentem Ołtarza.
- w tygodniu nabożeństwa według ogłoszeń (zazwyczaj o godzinie 17.00).
- w czasie niedzielnych nabożeństw dla młodszych dzieci odbywa się tzw. „szkółka niedzielna” (od 5 roku życia do V klasy).
- w parafii istnieje chór, którym dyryguje organista Henryk Plinta (próby we wtorki o godz. 17.00)
- lekcje nauczania kościelnego dla klas wszystkich szkół i szczebli odbywają się w sali parafialnej.
- młodzież gromadzi się w soboty o godzinie 17.00 na zebraniach młodzieżowych.

## Proboszczowie parafii
1580–1628:
- Ks. Marcin Szymbarski: 1580–1588
- Ks. Więczysław Jakubowicz: 1588–1592
- Ks. Marcin Maleński (vel Maleński): 1593–1618
- Ks. Marcin Frőhlich: 1619–1628

1662–1853:
- księża proboszczowie z Pszczyny lub okolicznych miejscowości.

od 1854:
- Ks. Fryderyk August Zernecke: 1854–1865
- Ks. Wilhelm Lemon: 1865–1906
- Ks. Reinhold Tondock: 1907–1932
- Ks. Gustaw Adolf Leder: 1932–1937
- Ks. Gustaw Broda: 1937–1939
- Ks. Herbert Fryderyk Rutz: (1937-)1939–1945
- Ks. Jan Karpecki: 1945–1978
- Ks. Jan Gross: 1978–2004
- Ks. Kornel Undas: od 2004